# Coleonyx
Coleonyx — рід геконів з підродини Евблефарів. Має 7 видів.

## Опис
Сягають довжини 13—15 см. Шкіра здебільшого у цього роду геконів світлого кольору. Мають поперечні темні смуги, між ними темні плями. Мають гарно розвинуті повіки. Позбавлені прикріплювальних пластинок на лапах.

## Спосіб життя
Це наземні тварини. Полюбляють кам'янисті ґрунти, живе у напівпустелях. Активний уночі. Харчується комахами та іншими безхребетними.
Це яйцекладні плазуни, які у липні—серпні відкладають до 2 яєць.

## Розповсюдження
Мешкає у південно—західних штатах США, Мексиці, країнах Центральної Америки.

## Види
- Coleonyx brevis
- Coleonyx elegans
- Coleonyx fasciatus
- Coleonyx mitratus
- Coleonyx reticulatus
- Coleonyx variegatus
- Coleonyx switaki